# Cantone di Lavit
Il Cantone di Lavit era una divisione amministrativa dell'arrondissement di Castelsarrasin.
È stato soppresso a seguito della riforma complessiva dei cantoni del 2014, che è entrata in vigore con le elezioni dipartimentali del 2015.
Comprendeva i comuni di:
- Asques
- Balignac
- Castéra-Bouzet
- Gensac
- Gramont
- Lachapelle
- Lavit
- Mansonville
- Marsac
- Maumusson
- Montgaillard
- Poupas
- Puygaillard-de-Lomagne
- Saint-Jean-du-Bouzet